# Dalfinet
Dalfinet (fl. 1269) è stato un trovatore francese minore originario del Delfinato.
Il suo nome significa "piccolo delfino" o se vogliamo "delfinetto", derivato evidentemente dal suo luogo di origine. Ha scritto solo un sirventes, De meg sirventes ai legor, che ci è pervenuto. 
Dalfinet, insieme ai colleghi trovatori Folquet de Lunel e Cerverí de Girona, si trovava in Spagna nel 1269 nell'entourage dell'infante Pere el Gran di Aragona (Pietro III d'Aragona) per accompagnarlo a Toledo, dove fu al servizio di Alfonso X di Castiglia. Il 26 aprile del 1269, a Riello, nei pressi di Cuenca, durante il viaggio, lui e Folquet ricevono tre solidi di paga, mentre il povero Cerverí solo uno.